# إدوارد شالمرز ليفيت
إدوارد شالمرز ليفيت (بالإنجليزية: Edward Chalmers Leavitt)‏ هو رسام أمريكي، ولد في 1842، وتوفي في 1904.